# Topolice
Topolice [pronunciación en polaco: /tɔpɔˈlit͡sɛ/] es un pueblo ubicado en el distrito administrativo de Gmina Żarnów, dentro del condado de Opoczno, Voivodato de Łódź, en el centro de Polonia. Se encuentra a unos 5 kilómetros al norte de Żarnów, 14 kilómetros al suroeste de Opoczno, y a 75 kilómetros al sureste de la capital regional Łódź.
El pueblo tiene una población de 310 habitantes.